# 이상경 (법조인)
이상경(李相京, 1945년 ~ )은 대한민국의 헌법재판관을 역임한 법조인이다. 본관은 경산.

## 생애
1945년 경상북도 성주군 월항면에 태어나 경북대학교사범대학부속고등학교 졸업하고 1969년 제10회 사법시험 합격했다. 서울대학교 사법대학원을 졸업하고 1971년부터 1974년까지 육군 법무관을 마치고 1974년에 서울형사지방법원 판사에 임용되어 서울민사지방법원, 청주지방법원 제천지원, 서울형사지방법원, 서울고등법원 판사를 거쳐 1984년 대법원 재판연구관을 지내고 1987년에 춘천지방법원 부장판사에 임명된 이후 인천지방법원, 서울지방법원 남부지원, 대구고등법원, 서울고등법원, 특허법원에서 부장판사로 재판장을 했다. 2000년에 대구지방법원장이 되어 2004년까지 인천지방법원과 부산고등법원에서 법원장을 역임하다가 2004년 2월에 헌법재판관에 임명되어 2005년 6월에 정년 퇴임하였다 이후 법무법인 이우, 두우앤이우 등에서 변호사 활동을 하다가 2010년 6월 대한상사중재원 중재인을 하면서 법무법인 원전 대표 변호사를 하였으며 2012년 3월부터는 신한금융지주회사 사외이사에 선임되었고 2014년 4월에는 법무법인이 아닌 개인 법률사무소에서 변호사를 하고 있다.
1982년에 석달윤 간첩 사건 파기환송심에서 배석 판사를 맡아 피고인에게 사형이 선고했으나 재심에서 무죄를 선고받자 이상경은 “전혀 기억나지 않는다. 아마 주심이 아니었을 것"이라고 말했다.
대구고등법원 형사2부 재판장으로 재직하던 1992년 10월 14일에 방청석에서 재판에 대한 불만이 쏟아져 나오자 이상경은 "야 임마, 조용히 해" "저놈 잡아라" "이 자식들 여기가 어디라고 감히"라는 등의 발언을 했다.